# S-25 (razzo)
L' S-25 (in cirillico: C-25) è un razzo non guidato di origine sovietica, sviluppato negli anni '70 presso il Tochmash Design Bureau ed entrato in servizio presso le forze armate sovietiche nel giugno 1975.
Progettato per l'impiego da velivoli ad ala fissa contro mezzi corazzati e fortificazioni, ha un diametro che varia dai 420 ai 266 mm tra testata e corpo del razzo. È collocato all'interno di razziere O-25 sub-alari che, date le dimensioni del razzo, possono contenerne un solo pezzo ciascuna. È ancora oggi impiegato nelle forze armate della Federazione Russa.
Sviluppato in numerose versioni ciascuna dalle caratteristiche peculiari, ricordiamo quelle con testata HEAT, ad alto potenziale, anti-bunker e a guida laser.

## Versioni
- S-25-OF: versione con esplosivo ad alto potenziale
- S-25-O: versione con testata a frammentazione e fuso di prossimità
- S-25-OFM: versione anti-bunker
- S-25L: versione a guida laser

## Utilizzatori

### Presenti
- Russia

### Passati
- Unione Sovietica